# Badminton 1933
Höhepunkte des Badmintonjahres 1933 waren die All England, die Irish Open und die Scottish Open.
==Internationale Veranstaltungen ==
| Veranstaltung | Herreneinzel        | Dameneinzel     | Herrendoppel                    | Damendoppel                    | Mixed                       |
| ------------- | ------------------- | --------------- | ------------------------------- | ------------------------------ | --------------------------- |
| All England   | Raymond M. White    | Alice Woodroffe | Donald C. Hume Raymond M. White | Marjorie Bell Thelma Kingsbury | Donald C. Hume Betty Uber   |
| Irish Open    | Willoughby Hamilton | Olive Wilson    | Thomas Boyle James Rankin       | Marian Horsley Olive Wilson    | James Rankin Mavis Hamilton |
| Scottish Open | Donald C. Hume      | Alice Woodroffe | Thomas Boyle James Rankin       | Marian Horsley Brenda Speaight | Donald C. Hume Betty Uber   |